# Dillí
Dillí (hindsky दिल्ली, urdsky دہلی nebo دلّی‎, paňdžábsky ਦਿੱਲੀ, anglicky Delhi) je největší město Indie (po něm následuje Bombaj). Jeho součástí je Nové Dillí, hlavní město Indie (je společně spravováno federální vládou Indie a místní vládou). Dillí má téměř 19 milionů obyvatel (v aglomeraci 28 milionů lidí, což z ní podle OSN dělá druhou největší metropolitní oblast na světě). Leží v severní části země (28°23' s. š. a 77°7' v. d.) na rozloze 1483 čtverečních kilometrů v průměrné nadmořské výšce 293 m n. m. Na délku i na šířku má město kolem 50 km. Městem protéká řeka Jamuna, jedna z nejposvátnějších hinduistických řek.
Dillí je po Bombaji druhým nejbohatším městem v Indii a je domovem 18 miliardářů a 23 000 milionářů. Je jedním z nejstarších měst na světě a je nepřetržitě osídleno od 6. století př. n. l. Po většinu své historie Dillí sloužilo jako hlavní město různých království a říší, především pak Dillíského sultanátu (1206–1526) a Mughalské říše (1526–1857).
V Dillí se dvakrát konaly Asijské hry (1951, 1982), summit hnutí nezúčastněných zemí roku 1983, mistrovství světa v pozemním hokeji roku 2010, hry Commonwealthu 2010, summit BRICS 2012 a byl jedním z hlavních hostitelských měst mistrovství světa v kriketu 2011.

## Obyvatelstvo
Roku 1900 mělo Dillí přibližně 200 tisíc obyvatel. Celkových zhruba 19 milionů obyvatel, které má Dillí na počátku 21. století, tvoří příslušníci různých národů Indie, a tak je město kosmopolitní. Navíc zde pracuje mnoho lidí původem z jiných indických měst a rovněž tu žijí i pracovníci ze zahraničí. Dillí je relativně hustě osídleno – hustota zalidnění zde vychází na 9294 lidí na km². Vzdělanost činí 81 %, pod hranicí chudoby žije 1,4 milionu obyvatel velkoměsta. Díky vnitřní migraci a vysokému přírůstku indické populace vůbec se město neustále rozrůstá a do roku 2015 se má se svojí aglomerací stát po Tokiu a Bombaji třetím největším na světě. 81,68 % obyvatel jsou hinduisté, 12,86% muslimové a 3,0 % sikhisté. 80,94 % populace mluví hindsky, 7,14 % paňdžábsky, 6,31 % urdsky a 1,5 % bengálsky.

## Ekonomika
Dillí je indickou metropolí a správním střediskem svazového území „National Capital Teritory of Delhi“. V rámci Dillí se nachází i hlavní město Nové Dillí, které je neoddělitelnou součástí města a sídlem federálních vládních orgánů. Město je důležitým centrem i v celé Asii; soustřeďuje se zde mnoho služeb, firem a průmyslu. Hlavním finančním centrem města je čtvrť Connaught Place na rozhraní Nového a Starého Dillí.
Hrubý domácí produkt na obyvatele zde převyšuje 2,5× celoindický průměr. V zaměstnanosti vedou služby neboli terciární sektor (70 %). Klíčovými odvětvími služeb jsou informační technologie, telekomunikace, hotely, bankovnictví, média a cestovní ruch. Míra nezaměstnanosti v Dillí se snížila z 12,57 % v letech 1999–2000 na 4,63 % v roce 2003.

## Administrativní dělení
Kromě Nového Dillí se Národní svazové teritorium Dillí dělí na dalších 8 distriktů: Centrální, severní, jižní, východní, severovýchodní, jihozápadní, severozápadní a západní Dillí.

## Doprava

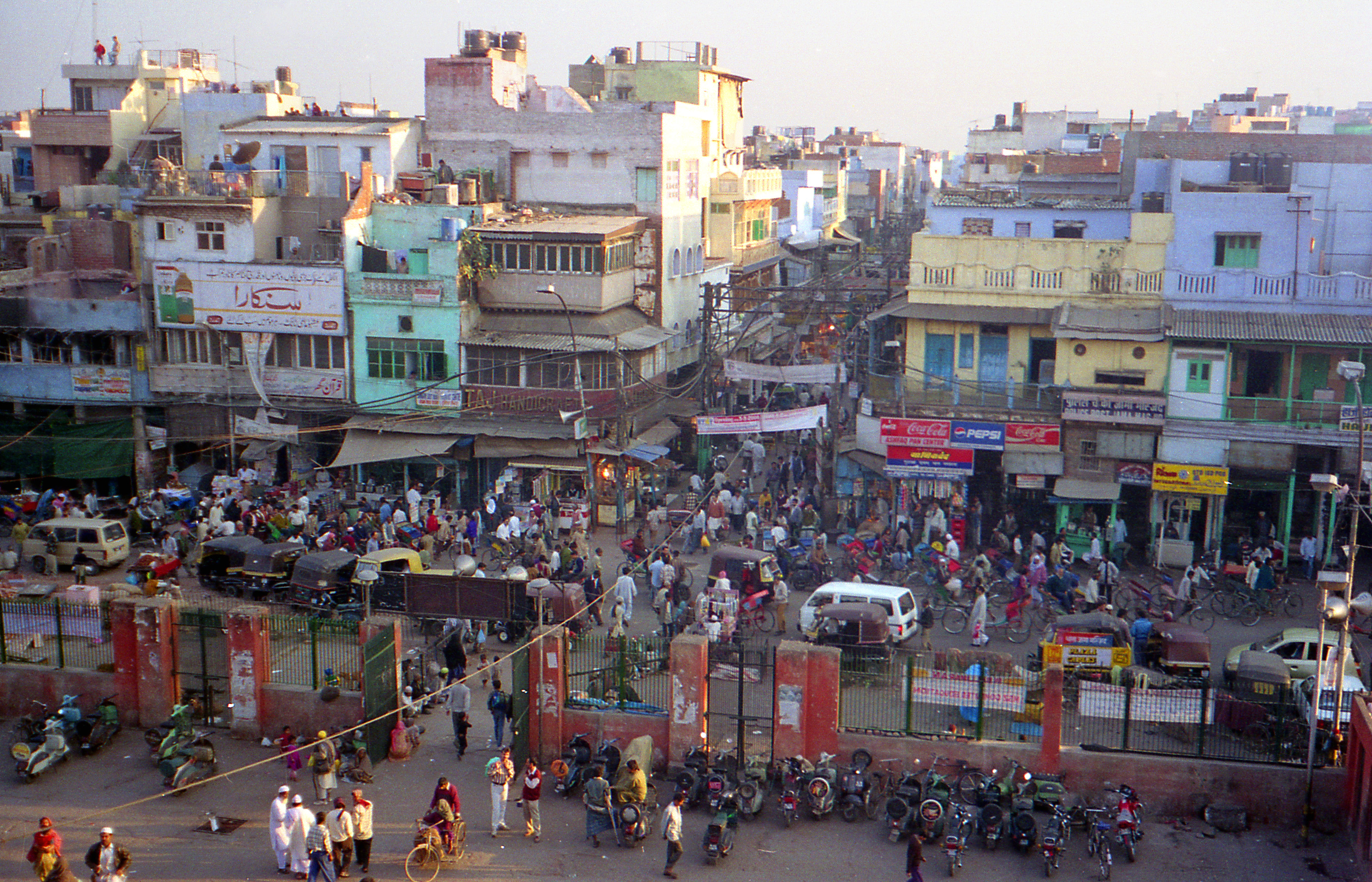
Doprava v Dillí

Jako více než desetimilionové velkoměsto má Dillí vlastní síť dopravní infrastruktury, byť v porovnání se západními standardy poněkud chudou. Většina dopravy je zajišťována po silnicích. Dillí má nejhustší silniční síť v celé Indii, 2103 km na 100 km2. Základem městské hromadné dopravy jsou autobusy a rikši, autobusová doprava i nákladní automobilová doprava hraje významnou roli pak také v přepravě meziměstské a dálkové. Od roku 2002 má Dillí i vlastní systém metra. Dnes již je desátým největším na světě, co se délky týče. Síť se skládá z jedenácti linek o celkové délce 311 kilometrů s 214 stanicemi. Kromě metra zde ale slouží také i železniční doprava; Dillí je významným železničním uzlem. Na jihovýchodě města se pak nachází Mezinárodní letiště Indiry Gándhíové, které ročně odbaví okolo 48 milionů cestujících. To z něj činí nejvytíženější letiště v Indii a celé jižní Asii. Kapacitu výrazně zvýšil Terminal 3, který byl postaven v letech 2007 až 2010.

## Znečištění
Vzhledem k přetížení dopravy a průmyslové produkci se začala míra znečištění vzduchu ve městě v polovině 90. let 20. století prudce zvyšovat. Roku 1998 nařídil nejvyšší indický soud, aby se používal ve veřejné dopravě stlačený zemní plyn (CNG); díky tomu tak má Dillí jeden z nejekologičtějších autobusových provozů na světě. Míra znečištění sice po roce 2000 trochu poklesla, i přesto však zůstává Dillí jedním z nejvíce znečištěných měst na světě, podle údajů Světové banky dokonce nejvíce. Bylo proto rozhodnuto míru znečištění ještě více snížit pomocí investic do nových druhů dopravy (trolejbusy, metro, jednokolejnicovka).

## Památky
Kulturní bohatství v Dillí bylo ovlivněno také velmi dlouhou historií tohoto města. V Dillí je evidováno více než 175 památek, které označují jako národní dědictví. Středověké památky se nachází v jižní části města, kde se v blízkosti Mehrauli nachází pozůstatky starého města. Novější objekty se nachází v samotném středu Dillí a jižně od něj jsou umístěny v Novém Dillí i stavby typické pro koloniální architekturu. Kromě toho jsou nápadnou dominantou města také největší mešita v Indii – Páteční mešita (Džama Masdžíd) nebo Červená pevnost, kterou nechal vybudovat mughalský císař Šáhdžahán. Tři objekty, které spadají do světového kulturního dědictví, Červená pevnost, Kutub Minar (Qutb Minar) a Humájúnova hrobka, se rovněž nachází na území tohoto města. Známou turistickou atrakcí je i nerezavějící sloup, dále hrobky indických králů v parku Lodi Gardens a další.

Dělení města
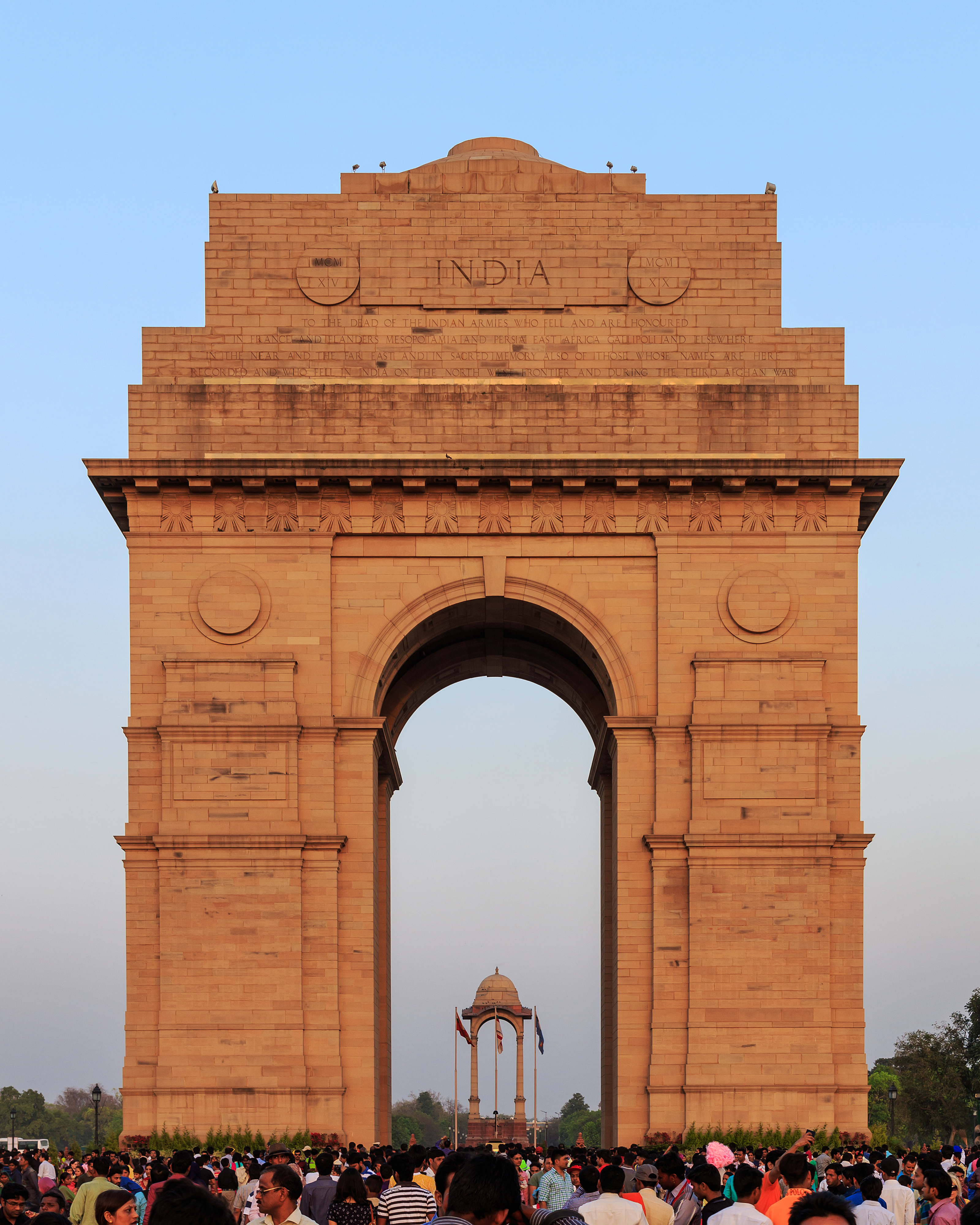
Brána Indie
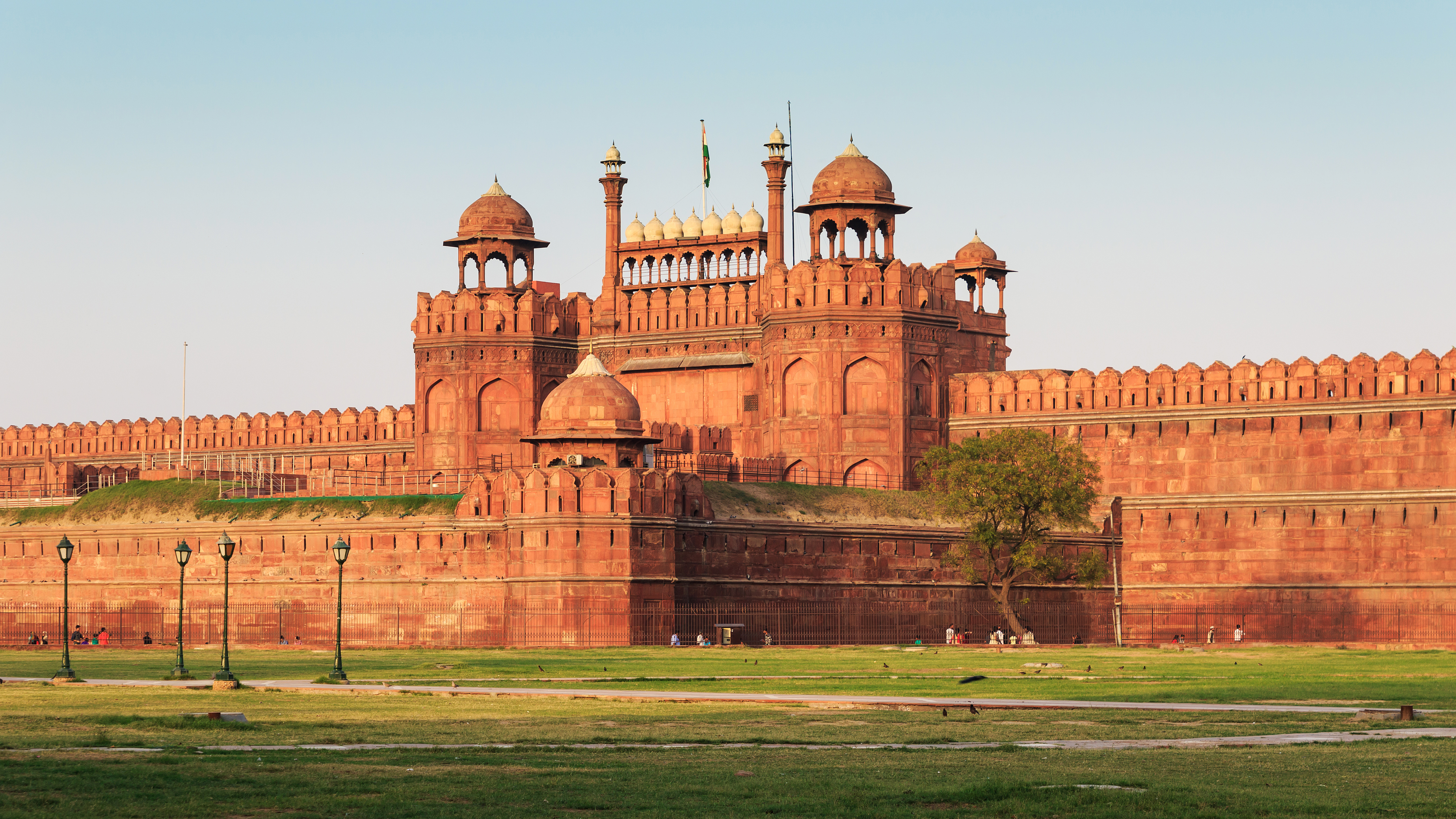
Red Fort
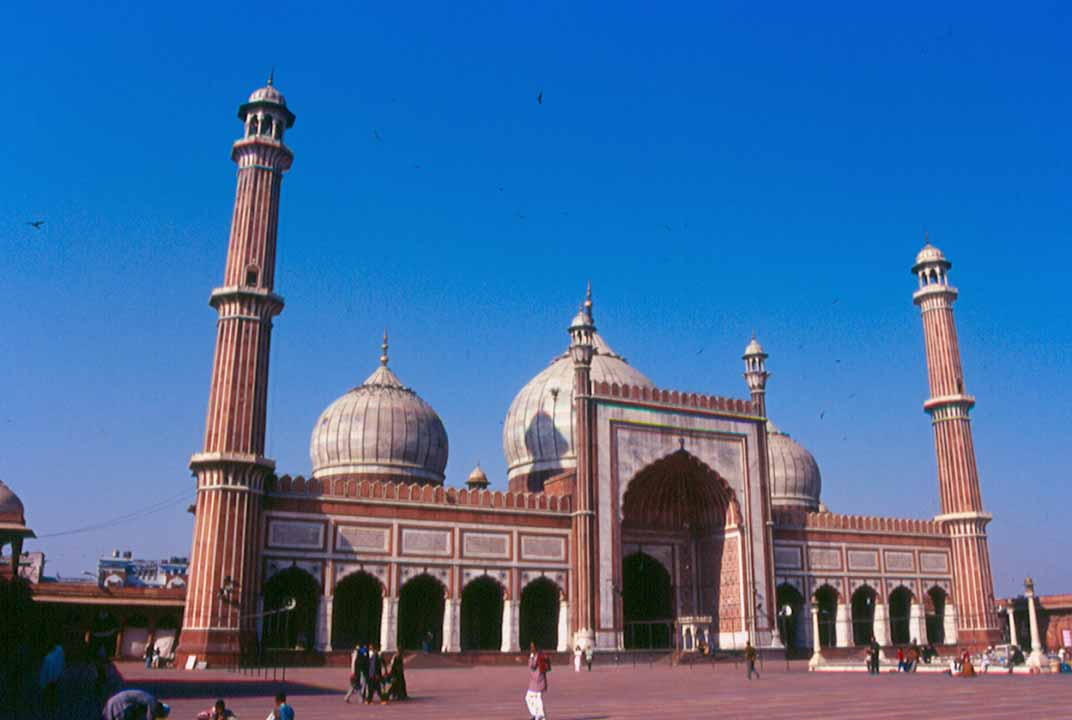
Největší mešita v Indii – Jama

## Partnerská města
- Fukuoka, Japonsko
- Chicago, USA
- Jerevan, Arménie
- Kuala Lumpur, Malajsie
- Londýn, Spojené království
- Moskva, Rusko
- New York, USA
- Soul, Jižní Korea
- Tokio, Japonsko
- Ulánbátar, Mongolsko